# 埃纳尔·厄恩·永松
埃纳尔·厄恩·永松（1976年12月28日—），冰岛前男子手球运动员。他曾代表冰岛国家队参加2004年夏季奥林匹克运动会手球比赛，结果获得第九名。